# Gmina Adams (hrabstwo Delaware)

Położenie Gminy Adams w hrabstwie Delaware

Gmina Adams (ang. Adams Township) – gmina w USA, w stanie Iowa, w hrabstwie Delaware. Według danych z 2000 roku gmina miała 781 mieszkańców, a jej powierzchnia wynosi 93,94 km².